# ۲٬۶-زایلیدین
۲٬۶-زایلیدین (به انگلیسی: 2,6-Xylidine) یک ترکیب شیمیایی است. 